# 哨兵1号
哨兵1号（Sentinel-1）卫星是欧洲航天局哥白尼计划（GMES）中的地球观测卫星，由兩颗卫星组成，载有C波段合成孔径雷达，可提供连续图像(白天、夜晚和各种天气)。
2010年3月12日，欧洲航天局和意大利泰莱斯阿莱尼亚空间公司（Thales Alenia Space）签署了一项价值2.7亿欧元的合同，用以建造一个哨兵1号双星系统。
第一颗哨兵1号A在2014年2月25日抵达法属圭亚那库罗发射场，卫星在2014年4月3日由联盟号火箭发射上空。

## 任务
- 作用：地球观测
- 发射日期：2014年4月3日
- 发射重量：~2300 kg
- 发射者：联盟号火箭 vol VS07
- 发射地点：蓋亞那太空中心
- 轨道：太阳同步轨道 晨-昏
- 高度：693公里
- 轨道周期：~96分钟
- 运行时间：7.25年

## 仪器
Sentinel-1航天器设计携带一个12米长的C波段合成孔径雷达（SAR）天线，并安装有两块10米长的太阳能电池板。数据存储容量1,410 Gbit和520 Mbit/s X波段下行容量。

## 应用
它将提供连续性的数据从ERS和Envisat任务卫星，进一步增强重访、覆盖率、及时性和可靠性的服务的。“哨兵-1a”卫星将与2015年发射的第二颗卫星“哨兵-1b”协同工作。它携带的高科技仪器将使它能记录地球表面的雷达图像，即使是在多云或天黑的时候。作为哥白尼计划的一部分，今后10年将会有17次卫星发射。
应用范围: 
- 监测北极海冰区和环境以及海洋环境的监测.
- 监测地表运动的风险
- 勘查地表:森林、水源和土壤
- 勘查危机情况下的人道主义援助

## 工业
卫星由意大利泰莱斯阿莱尼亚空间公司建造。